# Rodolfo Pizarro
Rodolfo Gilbert Pizarro Thomas (Tampico, 15 febbraio 1994) è un calciatore messicano, centrocampista del Mazatlán e della nazionale messicana.

## Carriera

### Club
Dal 2012 gioca nel campionato messicano, dove ha vestito la maglia del Pachuca e dal 2017 quella del Guadalajara.

### Nazionale
È stato convocato per le Olimpiadi nel 2016.

## Statistiche

### Presenze e reti nei club
Statistiche aggiornate al 14 luglio 2019.
| Stagione           | Squadra            | Campionato         | Campionato | Campionato | Coppe nazionali | Coppe nazionali | Coppe nazionali | Coppe continentali | Coppe continentali | Coppe continentali | Altre coppe | Altre coppe | Altre coppe | Totale | Totale |
| Stagione           | Squadra            | Comp               | Pres       | Reti       | Comp            | Pres            | Reti            | Comp               | Pres               | Reti               | Comp        | Pres        | Reti        | Pres   | Reti   |
| ------------------ | ------------------ | ------------------ | ---------- | ---------- | --------------- | --------------- | --------------- | ------------------ | ------------------ | ------------------ | ----------- | ----------- | ----------- | ------ | ------ |
| 2012-2013          | Pachuca            | PD                 | 16         | 0          | CM              | 9               | 1               | -                  | -                  | -                  | -           | -           | -           | 25     | 1      |
| 2013-2014          | Pachuca            | PD                 | 39         | 0          | CM              | 3               | 0               | -                  | -                  | -                  | -           | -           | -           | 42     | 0      |
| 2014-2015          | Pachuca            | PD                 | 35         | 2          | CM              | -               | -               | CCL                | 4                  | 0                  | -           | -           | -           | 39     | 2      |
| 2015-2016          | Pachuca            | PD                 | 37         | 6          | CM              | 4               | 1               | -                  | -                  | -                  | CdC         | 1           | 0           | 42     | 7      |
| 2016-gen. 2017     | Pachuca            | PD                 | 7          | 0          | CM              | -               | -               | CCL                | -                  | -                  | -           | -           | -           | 7      | 0      |
| Totale Pachuca     | Totale Pachuca     | Totale Pachuca     | 134        | 8          |                 | 16              | 2               |                    | 4                  | 0                  |             | 1           | 0           | 155    | 10     |
| gen.-giu. 2017     | Guadalajara        | PD                 | 16         | 6          | CM              | 2               | 1               | -                  | -                  | -                  | CdC         | -           | -           | 18     | 7      |
| 2017-2018          | Guadalajara        | PD                 | 29         | 7          | CM              | 3               | 0               | CCL                | 8                  | 1                  | -           | -           | -           | 40     | 8      |
| Totale Guadalajara | Totale Guadalajara | Totale Guadalajara | 45         | 13         |                 | 5               | 1               |                    | 8                  | 1                  |             | -           | -           | 58     | 15     |
| 2018-2019          | Monterrey          | PD                 | 30         | 6          | CM              | 2               | 0               | CCL                | 8                  | 1                  | -           | -           | -           | 40     | 7      |
| 2019-feb. 2020     | Monterrey          | PD                 | 21         | 2          | CM              | 0               | 0               | -                  | -                  | -                  | CmC         | 3           | 0           | 24     | 2      |
| 2020               | Inter Miami        | MLS                | 17         | 3          | -               | -               | -               | -                  | -                  | -                  | MisB        | 3           | 1           | 20     | 4      |
| 2021               | Inter Miami        | MLS                | 27         | 3          | -               | -               | -               | -                  | -                  | -                  | -           | -           | -           | 27     | 3      |
| gen.-mag. 2022     | Monterrey          | PD                 | 11         | 1          | CM              | 0               | 0               | -                  | -                  | -                  | CmC         | 2           | 0           | 13     | 1      |
| giu.-dic 2022      | Monterrey          | PD                 | 19         | 0          | CM              | 0               | 0               | -                  | -                  | -                  | -           | -           | -           | 19     | 0      |
| Totale Monterrey   | Totale Monterrey   | Totale Monterrey   | 81         | 9          |                 | 2               | 0               |                    | 8                  | 1                  |             | 5           | 0           | 96     | 10     |
| 2023               | Inter Miami        | MLS                | 13         | 0          | USOC            | 2               | 0               | -                  | -                  | -                  | -           | -           | -           | 15     | 0      |
| Totale Inter Miami | Totale Inter Miami | Totale Inter Miami | 57         | 6          |                 | 2               | 0               |                    | -                  | -                  |             | 3           | 1           | 62     | 7      |
| 2023-2024          | AEK Atene          | SLE                | 16         | 0          | KE              | 2               | 0               | UCL+UEL            | 2+2                | 0+0                | -           | -           | -           | 22     | 0      |
| Totale carriera    | Totale carriera    | Totale carriera    | 270        | 30         |                 | 27              | 3               |                    | 24                 | 2                  |             | 9           | 1           | 330    | 36     |

### Cronologia presenze e reti in nazionale
| Cronologia completa delle presenze e delle reti in nazionale ― Messico | Cronologia completa delle presenze e delle reti in nazionale ― Messico | Cronologia completa delle presenze e delle reti in nazionale ― Messico | Cronologia completa delle presenze e delle reti in nazionale ― Messico | Cronologia completa delle presenze e delle reti in nazionale ― Messico | Cronologia completa delle presenze e delle reti in nazionale ― Messico | Cronologia completa delle presenze e delle reti in nazionale ― Messico | Cronologia completa delle presenze e delle reti in nazionale ― Messico |
| Data                                                                   | Città                                                                  | In casa                                                                | Risultato                                                              | Ospiti                                                                 | Competizione                                                           | Reti                                                                   | Note                                                                   |
| ---------------------------------------------------------------------- | ---------------------------------------------------------------------- | ---------------------------------------------------------------------- | ---------------------------------------------------------------------- | ---------------------------------------------------------------------- | ---------------------------------------------------------------------- | ---------------------------------------------------------------------- | ---------------------------------------------------------------------- |
| 30-1-2014                                                              | San Antonio                                                            | Messico                                                                | 4 – 0                                                                  | Corea del Sud                                                          | Amichevole                                                             | -                                                                      |                                                                        |
| 9-9-2014                                                               | Denver                                                                 | Bolivia                                                                | 0 – 1                                                                  | Messico                                                                | Amichevole                                                             | -                                                                      | 78’                                                                    |
| 9-10-2014                                                              | Tuxtla Gutiérrez                                                       | Messico                                                                | 2 – 0                                                                  | Honduras                                                               | Amichevole                                                             | -                                                                      | 80’                                                                    |
| 12-10-2014                                                             | Santiago de Querétaro                                                  | Messico                                                                | 1 – 0                                                                  | Panama                                                                 | Amichevole                                                             | -                                                                      | 59’                                                                    |
| 11-2-2016                                                              | Miami                                                                  | Messico                                                                | 2 – 0                                                                  | Senegal                                                                | Amichevole                                                             | 1                                                                      | 46’                                                                    |
| 30-3-2016                                                              | Città del Messico                                                      | Messico                                                                | 2 – 0                                                                  | Canada                                                                 | Amichevole                                                             | -                                                                      | 62’                                                                    |
| 29-6-2017                                                              | Soči                                                                   | Germania                                                               | 4 – 1                                                                  | Messico                                                                | Conf. Cup 2017 - Semifinale                                            | -                                                                      | 51’ 89’                                                                |
| 2-7-2017                                                               | Mosca                                                                  | Portogallo                                                             | 2 – 1 dts                                                              | Messico                                                                | Conf. Cup 2017 - Finale 3º posto                                       | 1                                                                      |                                                                        |
| 9-7-2017                                                               | San Diego                                                              | Messico                                                                | 3 – 1                                                                  | El Salvador                                                            | Gold Cup 2017 - 1º turno                                               | -                                                                      |                                                                        |
| 13-7-2017                                                              | Denver                                                                 | Messico                                                                | 0 – 0                                                                  | Giamaica                                                               | Gold Cup 2017 - 1º turno                                               | -                                                                      | 46’                                                                    |
| 20-7-2017                                                              | Glendale                                                               | Messico                                                                | 1 – 0                                                                  | Honduras                                                               | Gold Cup 2017 - Quarti di finale                                       | 1                                                                      |                                                                        |
| 23-7-2017                                                              | Pasadena                                                               | Messico                                                                | 0 – 1                                                                  | Giamaica                                                               | Gold Cup 2017 - Semifinale                                             | -                                                                      |                                                                        |
| 31-1-2018                                                              | San Antonio                                                            | Messico                                                                | 1 – 0                                                                  | Bosnia ed Erzegovina                                                   | Amichevole                                                             | -                                                                      | 73’                                                                    |
| 23-3-2018                                                              | Santa Clara                                                            | Messico                                                                | 3 – 0                                                                  | Islanda                                                                | Amichevole                                                             | -                                                                      | 76’                                                                    |
| 27-3-2018                                                              | East Rutherford                                                        | Messico                                                                | 0 – 1                                                                  | Croazia                                                                | Amichevole                                                             | -                                                                      | 46’                                                                    |
| 22-3-2019                                                              | San Diego                                                              | Messico                                                                | 3 – 1                                                                  | Cile                                                                   | Amichevole                                                             | -                                                                      | 57’ 84’                                                                |
| 6-6-2019                                                               | Atlanta                                                                | Messico                                                                | 3 – 1                                                                  | Venezuela                                                              | Amichevole                                                             | 1                                                                      | 55’                                                                    |
| 9-6-2019                                                               | Arlington                                                              | Messico                                                                | 3 – 2                                                                  | Ecuador                                                                | Amichevole                                                             | -                                                                      | 72’                                                                    |
| 23-6-2019                                                              | Charlotte                                                              | Martinica                                                              | 2 – 3                                                                  | Messico                                                                | Gold Cup 2019 - 1º turno                                               | -                                                                      | 46’                                                                    |
| 29-6-2019                                                              | Houston                                                                | Messico                                                                | 1 – 1 dts (5 - 4 dtr)                                                  | Costa Rica                                                             | Gold Cup 2019 - Quarti di finale                                       | -                                                                      |                                                                        |
| 2-7-2019                                                               | Glendale                                                               | Haiti                                                                  | 0 – 1 dts                                                              | Messico                                                                | Gold Cup 2019 - Semifinale                                             | -                                                                      |                                                                        |
| 7-7-2019                                                               | Chicago                                                                | Messico                                                                | 1 – 0                                                                  | Stati Uniti                                                            | Gold Cup 2019 - Finale                                                 | -                                                                      | 81’                                                                    |
| 16-10-2019                                                             | Città del Messico                                                      | Messico                                                                | 3 – 1                                                                  | Panama                                                                 | CONCACAF Nations League 2019-2020 - 2º turno                           | 1                                                                      |                                                                        |
| 15-11-2019                                                             | Panama                                                                 | Panama                                                                 | 0 – 3                                                                  | Messico                                                                | CONCACAF Nations League 2019-2020 - 2º turno                           | -                                                                      | 37’ 79’                                                                |
| 19-11-2019                                                             | Toluca                                                                 | Messico                                                                | 2 – 1                                                                  | Bermuda                                                                | CONCACAF Nations League 2019-2020 - 2º turno                           | -                                                                      | 62’                                                                    |
| 7-10-2020                                                              | Amsterdam                                                              | Paesi Bassi                                                            | 0 – 1                                                                  | Messico                                                                | Amichevole                                                             | -                                                                      | 63’                                                                    |
| 13-10-2020                                                             | L'Aia                                                                  | Algeria                                                                | 2 – 2                                                                  | Messico                                                                | Amichevole                                                             | -                                                                      | 63’                                                                    |
| 14-11-2020                                                             | Wiener Neustadt                                                        | Corea del Sud                                                          | 2 – 3                                                                  | Messico                                                                | Amichevole                                                             | -                                                                      | 82’                                                                    |
| 17-11-2020                                                             | Graz                                                                   | Giappone                                                               | 0 – 2                                                                  | Messico                                                                | Amichevole                                                             | -                                                                      | 89’                                                                    |
| 27-3-2021                                                              | Cardiff                                                                | Galles                                                                 | 1 – 0                                                                  | Messico                                                                | Amichevole                                                             | -                                                                      | 61’                                                                    |
| 30-3-2021                                                              | Wiener Neustadt                                                        | Costa Rica                                                             | 0 – 1                                                                  | Messico                                                                | Amichevole                                                             | -                                                                      | 65’                                                                    |
| 25-7-2021                                                              | Glendale                                                               | Messico                                                                | 3 – 0                                                                  | Honduras                                                               | Gold Cup 2021 - Quarti di finale                                       | -                                                                      | 85’                                                                    |
| 30-7-2021                                                              | Houston                                                                | Messico                                                                | 2 – 1                                                                  | Canada                                                                 | Gold Cup 2021 - Semifinale                                             | -                                                                      | 78’                                                                    |
| 2-8-2021                                                               | Paradise                                                               | Stati Uniti                                                            | 1 – 0                                                                  | Messico                                                                | Gold Cup 2021 - Finale                                                 | -                                                                      | 76’                                                                    |
| 8-9-2021                                                               | Panama                                                                 | Panama                                                                 | 1 – 1                                                                  | Messico                                                                | Qual. Mondiali 2022                                                    | -                                                                      | 85’                                                                    |
| 28-5-2022                                                              | Arlington                                                              | Messico                                                                | 2 – 1                                                                  | Nigeria                                                                | Amichevole                                                             | -                                                                      | 66’                                                                    |
| 2-6-2022                                                               | Glendale                                                               | Messico                                                                | 0 – 3                                                                  | Uruguay                                                                | Amichevole                                                             | -                                                                      | 75’                                                                    |
| 11-6-2022                                                              | Torreón                                                                | Messico                                                                | 3 – 0                                                                  | Suriname                                                               | CONCACAF Nations League 2022-2023 - 1º turno                           | -                                                                      | 62’                                                                    |
| Totale                                                                 |                                                                        | Presenze                                                               | 38                                                                     |                                                                        | Reti                                                                   | 5                                                                      |                                                                        |

## Palmarès

### Club

#### Competizioni internazionali
- CONCACAF Champions League: 2

Guadalajara: 2018
Monterrey: 2019

#### Competizioni nazionali
- Campionato messicano: 1

Monterrey: Apertura 2019

### Nazionale
- Gold Cup: 1

2019

### Individuale
- Squadra della stagione della CONCACAF Champions League: 1

2018